# Убей своих друзей
«Убе́й свои́х друзе́й» (англ. Kill Your Friends) — британская криминальная чёрная комедия режиссёра Оуэна Харриса, основанная на одноимённом романе Джона Найвена. В фильме сыграли Николас Холт, Крейг Робертс, Том Райли и Джорджия Кинг. Мировая премьера состоялась на Кинофестивале в Торонто в 2015 году.

## Сюжет
Лондон, 1997 год. Британская музыкальная индустрия находится на пике популярности. Двадцатисемилетний менеджер Стивен Стелфокс пытается пробиться в музыкальный бизнес, в мир, где «никто ничего не знает», и где успех карьеры зависит от банального случая. Подпитываясь жадностью, амбициями и принимая наркотики, Стелфокс живёт мечтой, что когда-нибудь он найдёт свой настоящий хит. Но по мере того, как индустрия начинает меняться, Стивен решает пойти на крайние меры, чтобы осуществить свою мечту и не лишиться работы.

## В ролях
| Актёр           | Роль                           |
| --------------- | ------------------------------ |
| Николас Холт    | Стивен Стелфокс                |
| Джеймс Корден   | Роджер Уотерс                  |
| Джорджия Кинг   | Ребекка                        |
| Крейг Робертс   | Даррен                         |
| Джим Пиддок     | Дерек Соммерс                  |
| Джозеф Моул     | Джеймс Треллик                 |
| Эд Скрейн       | Денни Рент                     |
| Том Райли       | Тони Паркер-Холл               |
| Эдвард Хогг     | Алан Вудхэм детектив-констебль |
| Розанна Аркетт  | Барбара                        |
| Мориц Бляйбтрой | Руди                           |
| Дэмьен Молони   | Росс                           |
| Аль Уивер       | Билл                           |
| Бронсон Уэбб    | Роб Хастингс                   |
| Элла Смит       | Никки                          |
| Дэвид Эйвери    | Фишер                          |

## Производство
12 февраля 2014 года Николас Холт присоединился к фильму, чтобы сыграть главную роль Стивена Стелфокса. 3 марта 2014 года Джим Пиддок присоединился к актёрскому составу, чтобы сыграть Дерека Соммерса.
Основные съёмки начались 10 марта 2014 года в Лондоне и продолжались пять недель.

## Критика
Фильм получил смешанные отзывы кинокритиков. На сайте Rotten Tomatoes фильм имеет рейтинг 25 % на основе 56 рецензий со средним баллом 4.5 из 10. На сайте Metacritic фильм имеет оценку 45 из 100 на основе 19 рецензии критиков, что соответствует статусу «смешанные или средние отзывы».

## Рецензии
- Andrew Barker. Toronto Film Review: ‘Kill Your Friends’ (англ.). Variety (12 сентября 2015). Дата обращения: 28 ноября 2017.
- Geoffrey Macnab. Kill Your Friends, film review: Nicholas Hoult stars in John Niven’s black comedy (англ.). The Independent (6 ноября 2015). Дата обращения: 28 ноября 2017.
- Chris Tilly. Kill Your Friends Review (англ.). IGN (5 ноября 2015). Дата обращения: 28 ноября 2017.
- Christopher Gray. Kill Your Friends (англ.). Slant Magazine (28 марта 2016). Дата обращения: 28 ноября 2017.
- Christy Lemire. Kill Your Friends (англ.). RogerEbert.com (1 апреля 2016). Дата обращения: 28 ноября 2017.
- David Hughes. Kill Your Friends Review (англ.). Empire (30 октября 2015). Дата обращения: 28 ноября 2017.
- Sarah Kurchak. Film Review: Kill Your Friends (англ.). Consequence of Sound (29 марта 2016). Дата обращения: 28 ноября 2017.